# هاسمیک قازینیان
هاسمیک لئونی قازینیان (ارمنی: Հասմիկ Լևոնի Ղազինյան؛ انگلیسی: Hasmik Ghazinyan؛ زادهٔ ۱۹ آوریل ۱۹۵۵) پزشک متخصص در زمینه پزشکی کبد اهل ارمنستان است.

## زندگی‌نامه
وی در ۱۹ آوریل ۱۹۵۵ در ووسکوان به دنیا آمد و از دانشگاه پزشکی دولتی ایروان (۱۹۷۸) فارغ‌التحصیل گشت. وی در انستیتو ملی سلامت فعالیت می‌کند. 

## یادداشت
1. ↑  բժշկական գիտությունների թեկնածու
2. ↑  Առողջապահության ազգային ինստիտուտ